# Dubbelbandbaardkoekoek
De dubbelbandbaardkoekoek (Hypnelus bicinctus) is een vogel uit de familie Bucconidae (baardkoekoeken).

## Verspreiding en leefgebied
Deze soort komt voor in Venezuela en telt twee ondersoorten:
- H. b. bicinctus: noordelijk Venezuela.
- H. b. stoicus: Isla Margarita.

## Status
De grootte van de populatie is niet gekwantificeerd maar de soort wordt omschreven als tamelijk algemeen. Op de Rode lijst van de IUCN heeft deze soort de status niet bedreigd.